# Ranulfo
Ranulfo (em inglês, Mortimer Mouse, nome dado ao personagem em homenagem ao próprio Mickey Mouse pois possuía esse nome antes de se tornar a "grande estrela") é um personagem dos quadrinhos e desenhos animados Disney. 
É rival de Mickey Mouse, um rato egoísta que tenta roubar a Minnie Mouse e a vive paquerando, além de estar sempre tentando tirar vantagem da ingenuidade do Pateta.
Mickey e Ranulfo realmente se odeiam. Só o Ranulfo, em Mickey Mouse Works, já lhe tentou roubar o jornal, já o maltratou quando se disfarçou de Minnie para tirar uma fotografia, já lhe tentou roubar a Minnie, entre outras várias.

## Primeira aparição
Ranulfo surgiu em um curta-metragem de 1936 chamado O Rival de Mickey ("Mickey's Rival"), onde foi dublado no Brasil por Nelson Machado e foi chamado na primeira dublagem (Megassom) de Ratolino e este mesmo curta foi redublado e nesta segunda dublagem, Ranulfo é chamado de Mortimer (seu nome original) e é dublado por outro dublador. Em Portugal, ele foi dobrado por Rui Paulo, que também fazia a voz do Mickey. No mesmo ano, esse camundongo magro e comprido, que vive infernizando a vida do Mickey, chegou aos quadrinhos nas tiras feitas por Floyd Gottfredson para os jornais americanos. Depois, ficou um bom tempo sem dar as caras e só reapareceu na década de 1970, em histórias produzidas nos Estados Unidos e na Argentina. 
Esta história foi publicada no Brasil em 1977, na revista "Especial (Capa Dura)" 3, com o título "Mickey Encontra Ranulfo". 
A primeira história criada no Brasil foi publicada na revista "Almanaque Disney" 70, de 1977, com o título "Em Foco, Fatos E Fotos", com roteiro de Primaggio Mantovi e desenhos de Euclides Miyaura.
Aparece também no desenho House of Mouse. 
E também no natal do Mickey Mouse como o patrão da Minnie.
Em Mickey Mouse (série) ele aparece no episódio "No!", onde pergunta ao Mickey se lhe pode emprestar a namorada (Minnie). Aparece novamente no episódio "A Pete Scorned", aonde João Bafo de Onça teme que Ranulfo esteja tomando seu lugar como o mais odiado inimigo de Mickey. Quando Mickey prova as suspeitas de Bafo, o último cai em uma depressão. Mickey, em seguida, assume a responsabilidade de ajudar Bafo a sair da crise, mas Ranulfo sabota os planos de Mickey. Mickey repreende Ranulfo e explica que ele estava tentando ajudar Bafo, ao que Ranulfo responde insultando Bafo. Tendo ouvido os insultos, um Bafo irritado aparece e faz Ranulfo voar até o céu com um soco.